# Yohann Vivalda
Pas d'image ? Cliquez ici

a Compétitions nationales et continentales officielles uniquement.

b Matchs officiels uniquement.
Dernière mise à jour le 28 août 2020.
Yohann Vivalda, né le 9 décembre 1988 à Agen (Lot-et-Garonne), est un joueur français de rugby à XV qui évolue au poste de deuxième ligne.

## Carrière

### En club
- 2007-2013 : USA Perpignan (Top 14)
- 2013-2015: Colomiers rugby (Pro D2)
- 2015-2020 : USA Perpignan (Pro D2)
- 2020- : Foyer Laique du Haut-Vernet rugby (Honneur régional)

### En équipe nationale
A fait partie de l'équipe de France des moins de 20 ans au Championnat du monde junior 2008.

## Palmarès

### En club
- Championnat de France :
  - Vainqueur : 2009